# Aviación en 2024

Aeropuerto Internacional de Suvarnabhumi, Tailandia (2024-02-01-14-42-29_Yambre-05)

Este artículo es una lista de eventos importantes que ocurrieron en la aviación del año 2024.

## Eventos

### Enero
2 de enero
Se produjo una colisión en la pista del aeropuerto de Haneda en Tokio cuando el vuelo 516 de Japan Airlines, operado por un Airbus A350-900 que llegaba desde Sapporo, chocó con un avión de la Guardia Costera de Japón y ambos aviones se incendiaron. Esto resultó en la destrucción total de ambos aviones. Los 367 pasajeros y 12 miembros de la tripulación del Airbus fueron evacuados. Había seis ocupantes a bordo del avión de la Guardia Costera, un De Havilland Canada Dash 8; el capitán escapó gravemente herido mientras que los cinco miembros restantes de la tripulación murieron. El avión de la Guardia Costera estaba programado para brindar socorro a Niigata en respuesta al Terremoto de Noto.
4 de enero
Un Bellanca 17-30A Super Viking se estrelló al frente de la costa de Bequia en San Vicente y las Granadinas. El conocido actor Christian Oliver y sus dos hijas murieron en el accidente, al igual que el piloto.
5 de enero
Poco después de salir del aeropuerto internacional de Portland, un Boeing 737 MAX 9 que operaba como vuelo 1282 de Alaska Airlines sufrió una descompresión explosiva cuando un tapón que cubría una puerta de salida no utilizada explotó. El avión regresó sano y salvo a Portland con sus 177 ocupantes vivos. Posteriormente, la FAA ordenó que todos los aviones 737 MAX 9 equipados con enchufes en las puertas estuvieran puestos a tierra para su inspección. Posteriormente se informó que Alaska Airlines y United Airlines descubrieron fallas en otros 737.
16 de enero
El Departamento de Justicia de los Estados Unidos bloquea la propuesta de adquisición de Spirit Airlines por 3.800 millones de dólares por parte de JetBlue, alegando que crearía una falta de competencia en las aerolíneas de bajo costo . El precio de las acciones de Spirit Airlines cayó un 47% después de que se tomó la decisión.
18 de enero
En el evento WINGS India 2024 en Hyderabad, Akasa Air realizó un pedido de 150 aviones Boeing 737 MAX, incluidas las variantes MAX 10 y MAX 200.
24 de enero
Un avión de transporte ruso Ilyushin Il-76, que supuestamente transportaba a 65 prisioneros de guerra ucranianos junto con otros tres pasajeros y seis tripulantes desde la base aérea de Chkalovsky cerca de Moscú a Belgorod, se estrelló en la región rusa de Belgorod.

### Febrero
6 de febrero
Un helicóptero Robinson R44 Raven II, pilotado por el expresidente chileno Sebastián Piñera, perdió el control y se estrelló en el lago Ranco, Chile. Piñera falleció en el acto; las otras tres personas a bordo sobrevivieron.

#### 18 de febrero
Un avión Embraer E195 que operaba como Vuelo 324 de Air Serbia no logró despegar de la pista en el Aeropuerto de Belgrado-Nikola Tesla y choco contra múltiples estructuras terrestres antes de ascender y regresar al aeropuerto. Las 111 personas a bordo del avión resultaron ilesas.
20-25 de febrero
Se celebró el Salón Aeronáutico de Singapur.En este evento la aerolínea VietJet Air realizó un pedido de compra de 20 Airbus A330neo, StarLux Airlines ordenó 3 Airbus A330neo y 5 Airbus A350F, Thai Airways ordenó 45 Boeing 787-9, Royal Brunei Airlines ordenó 4 Boeing 787-9 y Tibet Airlines ordenó 40 COMAC C919 y 10 Comac ARJ21.

#### 21 de febrero
El caza de quinta generación TAI TFX, desarrollado por Turkish Aerospace Industries, realizó su primer vuelo de prueba.

### Julio
22-26 de julio
Está previsto que se celebre el Salón Aeronáutico de Farnborough.
13-15 de noviembre
Está previsto que se celebre el Salón Aeronáutico Internacional de Baréin.

## Accidente más mortífero
El accidente más mortífero hasta ahora del 2024 es el de un Ilyushin Il-76 de la fuerza aérea rusa el 24 de enero, con 74 personas a bordo, según se informa.
El accidente civil más mortífero hasta ahora en 2024 es el de un ATR 72 operado por Voepass Linhas Aéreas que se estrelló en Vinhedo, Estado de São Pablo, en Brasil. 62 personas fallecieron en este accidente.